# Les hommes épousent les brunes
Pour plus de détails, voir Fiche technique et Distribution.
Les hommes épousent les brunes (Gentlemen Marry Brunettes) est un film musical américain de Richard Sale, sorti en 1955. Il constitue la suite du film Les hommes préfèrent les blondes de Howard Hawks en 1953.

## Fiche technique
- Titre : Les hommes épousent les brunes
- Titre original : Gentlemen Marry Brunettes
- Réalisateur : Richard Sale
- Scénario : Mary Loos et Richard Sale, d'après le roman But Gentlemen Marry Brunettes d'Anita Loos
- Costumes: Travilla et Christian Dior (non crédité)
- Photographie : Desmond Dickinson
- Montage : Grant K. Smith
- Musique : Robert Farnon
- Directeur musical : Earle Hagen
- Chorégraphe : Jack Cole
- Production : Richard Sale, Robert Waterfield, Robert Bassler (producteur exécutif) et Mary Loos (producteur associé)
- Société de production : Russ-Field Productions
- Distribution : United Artists
- Pays de production : États-Unis
- Langue : Anglais
- Format : Couleurs (Technicolor) - Son : 4-Track Stereo
- Durée : 99 minutes
- Dates de sortie :
  - États-Unis : 29 octobre 1955
  - France : 13 juin 1956

## Distribution
- Jane Russell (VF : Paule Emanuele, dialogues ; Anita Love, chant) : Bonnie Jones (Betty Jones en VF) / Mimi Jones
- Jeanne Crain (VF : Nelly Benedetti) : Connie Jones (Corinne Jones en VF) / Mitzi Jones
  - Anita Ellis : voix chantée de Connie Jones (Corinne Jones en VF) / Mitzi Jones
- Alan Young (VF : Michel Roux) : Charlie Biddle / Mme Biddle / M. Henry Biddle
- Scott Brady (VF : Jean-Claude Michel) : David Action
  - Robert Farnon : voix chantée de David Action
- Rudy Vallée : Lui-même (Hubert Vallée en VF)
- Guy Middleton (VF : Jacques Berthier) : Comte de Wickenware
- Eric Pohlmann (VF : Richard Francœur) : M. Ballard
- Robert Favart (VF : Roland Ménard) : Le manager de l'hôtel Manager
- Guido Lorraine : M. Marcel
- Ferdy Mayne (VF : Jean-Henri Chambois) : M. Dufond
- Boyd Cabeen : Le pilote
- Howard Tracy : Le chauffeur
- Leonard Sachs (VF : Louis de Funès) : M. Dufy
- Gini Young : Blonde
- Carmen Nesbitt : Blonde
- Duncan Elliott : Le couturier
- Michael Balfour (VF : Jean Violette) : Le portier
- Derek Sydney : Le manager
- Gwen Verdon : La danseuse (scènes supprimées)
- Juliet Prowse (non créditée) : une danseuse

## Chansons
- Gentlemen Marry Brunettes interprété par le Choeur
- You're Driving Me Crazy interprété par Jane Russell et Anita Ellis
- I Wanna Be Loved By You interprété par Jane Russell, Anita Ellis et Rudy Vallée
- Have You Met Miss Jones ? interprété par Rudy Vallée, Jane Russell, Anita Ellis, Robert Farnon et Alan Young
- My Funny Valentine interprété par Anita Ellis et Alan Young
- I've Got Five Dollars interprété par Jane Russell et Robert Farnon
- Daddy interprété par Jane Russell et Anita Ellis
- Miss Annabelle Lee interprété par le Choeur
- Ain't Misbehavin interprété par Alan Young, Jane Russell, Anita Ellis et le Choeur